# جاده هنگ کنگ
جاده هنگ کنگ (انگلیسی: The Road to Hong Kong) یک فیلم کمدی و نیمه موزیکال بریتانیایی است. این فیلم، ۹۱ دقیقه طول دارد و در سال ۱۹۶۲م، به کارگردانی نورمن پاناما ساخته شده‌است. فیلم‌برداری صحنه‌ها در هنگ کنگ بریتانیا انجام گرفته‌است. بازیگران اصلی در این فیلم بینگ کرازبی، باب هوپ و جوآن کالینز هستند. همچنین پیتر سلرز نیز در آن نقش دارد. جاده هنگ کنگ، اولین بار در ۲۹ مارس ۱۹۶۲م، در بریتانیا و سپس در ۲۲ مه ۱۹۶۲م، در ایالات متحده آمریکا به نمایش عمومی گذاشته شده‌است.

## خلاصه داستان
ماجرای فیلم به شیوه گذشته نمایی روایت می‌شود. دایان، زن زیبا و جوانی که تا مدتی پیش، برای یک سازمان جاسوسی مستقل فراملیتی کار می‌کرده، برای درخواست کمک به مقامات سازمان اطلاعاتی آمریکا متوسل می‌شود. وی به مأموران بلندپایه آمریکایی توضیح می‌دهد، فضانوردانی که توسط یک موشک در مدار زمین قرار گرفته‌اند، برخلاف تصور سازمان اطلاعات آمریکا، روس نبوده، بلکه دو شهروند آمریکایی هستند.
سپس صحنه ای از گذشته در کلکته به نمایش می‌آید که در آن، هری ترنر (بینگ کرازبی) و چستر بابکاک (باب هوپ) در یک کلاهبرداری، در تلاش برای تبلیغ و فروش تجهیزات پرواز بین سیاره ای، به شیوه «خودت انجام بده» هستند. طی حادثه ای در یک نمایش تبلیغاتی، چستر مجروح شده و حافظه خود را از دست می‌دهد. پس از یک دوره بستری در بیمارستان، هری و چستر به یک پزشک هندی (پیتر سلرز) مراجعه کرده و چستر مورد معاینه قرار می‌گیرد. پزشک هندی، تنها راه درمان و بازیافت حافظه چستر را به کمک راهبان صومعه ای در تبت، تشخیص داده و به آنها توصیه سفر به تبت و اقامت در صومعه را می‌کند.
در راه سفر به تبت، در فرودگاه، چستر به اشتباه چمدانی را برمی‌دارد که رویش علامتی برای تماس با یک سازمان مستقل قدرتمند جنایی فراملی نصب شده‌است. دایان که در این زمان، یکی از عوامل مخفی این سازمان است، مأموریت دارد، مدارک ترکیب سوخت موشک، که از روس‌ها دزدیده شده را به دارنده چمدان مزبور تحویل دهد، تا این مدارک به مقر اصلی سازمان، در هنگ کنگ بریتانیا، منتقل شوند. به این ترتیب این مدارک به اشتباه به چستر تحویل داده می‌شوند.
در تبت این دو دوست، خود را به صومعه رسانده و تقاضای کمک می‌کنند. راهبان صومعه نه تنها چستر را درمان کرده و حافظه باخته او را احیاء می‌کنند، بلکه به وسیله نوعی خاص از برگ چای، حافظه وی را به صورتی فوق‌العاده تقویت می‌کنند. راهبان این صومعه با مصرف این چای می‌توانند آثار بزرگ ادبی را از الف تا یا به خاطر بسپارند. اما هیچ‌کدام از راهبان حق خروج از صومعه را ندارند و هیچ‌کسی نباید برگ این چای را از صومعه خارج کند. دوست چستر، یعنی هری، به قصد سودجویی، مقداری از برگ این چای را از صومعه می دزد، تا بتواند بعدها از تأثیر چای بر چستر و حافظه تصویری وی استفاده کند.

در یک فرصت مناسب، چستر و هری از صومعه فرار می‌کنند و به کلکته بازمی‌گردند. اما رهبر صومعه یکی از عوامل خود را مأمور می‌کند که مخفیانه این دو را تعقیب کند و بدون استفاده از زور و خشونت، شیشه محتوی برگ چای اسرارآمیز را از آنها پس بگیرد. در عین حال دایان، که متوجه اشتباه خود شده، از بدو ورود این دو به کلکته، آنها را تحت نظر قرار می‌دهد. در کلکته هری، برای آزمایش برگ چای، مقداری از این چای را بدون آگاهی چستر به او می‌نوشاند و سپس مدارک فرمول سوخت موشک را در معرض دید او قرار می‌دهد. چستر با یک بار دیدن مدارک، کلمه به کلمه آنها را حفظ می‌کند. هری پس از اطمینان از اثر معجزه آسای چای، همه مدارک را که از ارزش آنها بی‌خبر است می‌سوزاند.
 هنوز از سوزاندن مدارک چندی نگذشته‌است که دایان برای پس گرفتن مدارک به ملاقات آنها آمده و نخست آنها را تهدید می‌کند. اما وقتی می‌فهمد که اصل مدارک از بین رفته و با این حال چستر، همه فرمول را از حفظ می‌داند، با پیشنهاد پول هری را تطمیع می‌کند. به این ترتیب هری دوست خود را متقاعد می‌کند که با هم به هنگ کنگ سفر کرده و در آنجا با خریداران فرمول سوخت، ملاقات کنند. اما در راه پرواز به هنگ کنگ، مأمور صومعه موفق می‌شود، شیشه محتوای چای معجزه آسا را با یک شیشه چای معمولی عوض کند.

در هنگ کنگ، مقر اصلی تشکیلات فوق، در زیر  آب قرار دارد. این تشکیلات قصد دارد با استفاده از سوخت برتر، اولین فضانورد را در ماه پیاده کند، تا بعدها از ماه به عنوان یک پایگاه استقرار موشک‌های اتمی استفاده کرده و از طریق تهدید، قدرت مطلق جهان را تصاحب کند. اما وقتی معلوم می‌شود که چستر قادر نیست فرمول سوخت را به یاد آورد. رهبر تشکیلات تصمیم می‌گیرد، به جای میمون‌هایی که برای آزمایش در نظر گرفته شده بودند، از این دو نفر در یک سفر تحقیقاتی در مدار زمین استفاده کند.
در حین گشتن در حول مدار زمین، سفینه تحقیقاتی به دام جاذبه ماه افتاده اما در آخرین لحظه از سقوط نجات پیدا می‌کند. در این حادثه چستر دچار شوک شده، طوری که نمای ماه حافظه تصویری وی را فعال می‌کند. پس از بازگشت به زمین این دو مورد استقبال تشکیلات قرار می کیرند. وقتی یکی از کارشناسان تشکیلات، تأثیر نمای ماه را بر حافظه چستر کشف می‌کند، رهبر تشکیلات تصمیم می‌گیرد که ابتدا از این دو به خوبی پذیرایی گردد و بعد از استخراج فرمول سوخت، بدن آنها برای تحقیقات علمی بیشتر، تشریح شود. دایان که  مسئولیت پذیرایی و استخراج فرمول سوخت به وی محول شده، چون می‌داند که به محض کشف ترکیب سوخت، این دو، به منظور انجام مطالعات علمی به قتل خواهند رسید، به همراه چستر و هری از مقر تشکیلات می‌گریزد. اما این تشکیلات جنایی به تعقیب آنها می‌پردازد و سیر حوادث، دایان را به مقامات سازمان اطلاعات آمریکا هدایت می‌کند. به دنبال هجوم سازمان اطلاعات آمریکا به مقر تشکیلات جنایی در هنگ کنگ، دایان، چستر و هری، در یک حادثه در یک موشک فضاپیما گیر افتاده و به فضا پرتاب می‌شوند و در یک سیاره ناشناخته فرود می‌آیند. این سه ابتدا تصور می‌کنند که در این سیاره تنها هستند، اما خیلی زود سر و کله فرانک سیناترا و دین مارتین، در شمایل دو فضانورد، روی این سیاره پیدا شده و رقابت عشقی آغاز می‌شود.